# Dakota County (Nebraska)
Das Dakota County ist ein County im US-amerikanischen Bundesstaat Nebraska. Im Jahr 2010 hatte das County 21.006 Einwohner und eine Bevölkerungsdichte von 30,7 Einwohnern pro Quadratkilometer. Bis 2013 verringerte sich die Einwohnerzahl leicht auf 20.947.
Das Dakota County ist Bestandteil der Sioux City Metropolitan Area, die sich von Iowa bis in die benachbarten Staaten South Dakota und Nebraska erstreckt.

## Geografie
Das County liegt im äußersten Nordosten von Nebraska am Westufer des Missouri River, der die Grenze zu Iowa und South Dakota bildet. Das Dakota County hat eine Fläche von 693 Quadratkilometern, wovon 9 Quadratkilometer Wasserfläche sind. Es grenzt an folgende Nachbarcountys:
|              | Union County (South Dakota) |                        |
| Dixon County |                             | Woodbury County (Iowa) |
|              | Thurston County             |                        |

## Geschichte
Das Dakota County wurde 1855 aus einem Teil des Burt County gebildet. Benannt wurde es nach dem Volk der Dakota.
Fünf Bauwerke und Stätten des Countys sind im National Register of Historic Places eingetragen (Stand 10. Februar 2018).

## Bevölkerung
Nach der Volkszählung im Jahr 2010 lebten im Dakota County 21.006 Menschen in 7408 Haushalten. Die Bevölkerungsdichte betrug 30,7 Einwohner pro Quadratkilometer. In den 7408 Haushalten lebten statistisch je 2.68 Personen.
Ethnisch betrachtet setzte sich die Bevölkerung zusammen aus 70,5 Prozent Weißen, 3,1 Prozent Afroamerikanern, 2,7 Prozent amerikanischen Ureinwohnern, 3,0 Prozent Asiaten sowie aus anderen ethnischen Gruppen; 2,2 Prozent stammten von zwei oder mehr Ethnien ab. Unabhängig von der ethnischen Zugehörigkeit waren 35,3 Prozent der Bevölkerung spanischer oder lateinamerikanischer Abstammung.
31,6 Prozent der Bevölkerung waren unter 18 Jahre alt, 59,3 Prozent waren zwischen 18 und 64 und 9,1 Prozent waren 65 Jahre oder älter. 50,0 Prozent der Bevölkerung war weiblich.
Das jährliche Durchschnittseinkommen eines Haushalts lag bei 42.192 USD. Das Prokopfeinkommen betrug 19.032 USD. 14,6 Prozent der Einwohner lebten unterhalb der Armutsgrenze.

## Ortschaften
Selbstständige Citys und Villages
| Ort              | Einw. 2010 | Einw. 2013 | Typ     |
| ---------------- | ---------- | ---------- | ------- |
| South Sioux City | 13.353     | 13.424     | City    |
| Dakota City      | 1.919      | 1.907      | City    |
| Emerson1         | 840        | 827        | Village |
| Homer            | 549        | 554        | Village |
| Hubbard          | 236        | 239        | Village |
| Jackson          | 223        | 220        | Village |

1 – teilweise im Dixon und im Thurston County

Unincorporated Communities
| - Emerson - Goodwin - Millis Beach | - Nacora - North Shore - Willis |

## Gliederung
Das Dakota County ist in sechs Bezirke (precincts) eingeteilt:
| Presinct           | Einwohner (2010) | FIPS     |
| ------------------ | ---------------- | -------- |
| Covington precinct | 2283             | 31-90590 |
| Dakota precinct    | 550              | 31-90640 |
| Emerson precinct   | 569              | 31-90910 |
| Hubbard precinct   | 538              | 31-91475 |
| Omadi precinct     | 1040             | 31-92235 |
| St. Johns precinct | 754              | 31-92825 |

Die Städte South Sioux City und Dakota City gehören keinem presinct an.